# New York Film Critics Circle Awards 1987
La 53ª edizione della cerimonia dei New York Film Critics Circle Awards, annunciata il 17 dicembre 1987, si è tenuta il 24 gennaio 1988 ed ha premiato i migliori film usciti nel corso del 1987.

## Vincitori e candidati

### Miglior film
- Dentro la notizia - Broadcast News (Broadcast News), regia di James L. Brooks
- The Dead - Gente di Dublino (The Dead), regia di John Huston
- Anni '40 (Hope and Glory), regia di John Boorman

### Miglior regista
- James L. Brooks - Dentro la notizia - Broadcast News (Broadcast News)
- John Huston - The Dead - Gente di Dublino (The Dead)

### Miglior attore protagonista
- Jack Nicholson - Le streghe di Eastwick (The Witches of Eastwick), Ironweed e Dentro la notizia - Broadcast News (Broadcast News)
- Michael Douglas - Wall Street
- William Hurt - Dentro la notizia - Broadcast News (Broadcast News)

### Miglior attrice protagonista
- Holly Hunter - Dentro la notizia - Broadcast News (Broadcast News)
- Christine Lahti - Una donna tutta particolare (Housekeeping)
- Maggie Smith - La segreta passione di Judith Hearne (The Lonely Passion of Judith Hearne)

### Miglior attore non protagonista
- Morgan Freeman - Street Smart - Per le strade di New York (Street Smart)
- Sean Connery - The Untouchables - Gli intoccabili (The Untouchables)

### Miglior attrice non protagonista
- Vanessa Redgrave - Prick Up - L'importanza di essere Joe (Prick Up Your Ears)
- Anjelica Huston - The Dead - Gente di Dublino (The Dead)
- Olympia Dukakis - Stregata dalla luna (Moonstruck)

### Miglior sceneggiatura
- James L. Brooks - Dentro la notizia - Broadcast News (Broadcast News)
- Tony Huston - The Dead - Gente di Dublino (The Dead)

### Miglior film in lingua straniera
- La mia vita a quattro zampe (Mitt liv som hund), regia di Lasse Hallström • Svezia

### Miglior fotografia
- Vittorio Storaro - L'ultimo imperatore (The Last Emperor)